# أو دو-هيون
أو دو-هيون (هانغل: 오도현) هو لاعب كرة قدم كوري جنوبي في مركز الدفاع، ولد في 6 ديسمبر 1994 في كوريا الجنوبية. شارك مع منتخب كوريا الجنوبية تحت 17 سنة لكرة القدم. أما مع النوادي، فقد لعب مع نادي غوانغجو.

## وصلات خارجية
- أو دو-هيون على موقع دوري كوريا الجنوبية (الإنجليزية)
- أو دو-هيون على موقع قاعدة بيانات كرة القدم.إي يو (الإنجليزية)
- أو دو-هيون على موقع Soccerway.com (الإنجليزية)